# Sesuvium nyasicum
Sesuvium nyasicum är en isörtsväxtart som först beskrevs av Bak., och fick sitt nu gällande namn av M. L. Goncalves. Sesuvium nyasicum ingår i släktet Sesuvium och familjen isörtsväxter. Inga underarter finns listade i Catalogue of Life.